# Сунтур баня
Сунтур баня или Сунтур хамам е обществена баня в стария Шумен, действала докъм 1960-те години. Днес е недействаща, а сградата е полуразрушена.
За името на банята има няколко предположения:
- от „сонтурли“ – великолепен;
- „сондур“ – музикален инструмент;
- друго значение на шум, врява т.е. „шумната баня“.

Банята е построена през втората половина на 17 век от източната страна на Безистена. Дава името на едноименна махала, разположена около нея (Сунтур хамам махалеси / Сунтур махала).